# Eucharideae
Eucharideae — триба рослин з родини амарилісових. Була доповнена у 2000 році Meerow et al. після молекулярного філогенетичного дослідження, яке показало, що багато елементів триби і триби Stenomesseae підлягають перегляду. Eucharideae відносится до андської підклади американської клади підродини Amaryllidoideae. Утворює одне з племен андської підродини американської гілки підродини.

## Таксономія
У монографії Трауба про амарилісові (1963) він створив трибу Euchareae на основі типового роду Eucharis, яка складалася з шести родів, проте Мюллер-Доблі (Müller-Doblies) вважав її поліфілетичною і перерозподілив роди між трьома окремими трибами, зберігши Eucharideae, як одну з цих триб, але розділивши її на дві підтриби, Eucharidinae та Hymenocallidinae, які налічували в загальній складності сім родів.
Meerow та Snijman (1998) розглядали ці окремі триби, зберігаючи лише чотири роди в Eucharideae. Потім триба була значно реконструйована після деконструкції триби Stenomesseae на основі молекулярної філогенетики, що призвело до семи родів.

## Роди
- Eucharis type
- Caliphruria
- Eucrosia
- Phaedranassa
- Rauhia
- Stenomesson
- Urceolina